# Dasophrys irwini
Dasophrys irwini là một loài ruồi trong họ Asilidae. Dasophrys irwini được Londt miêu tả năm 1981. Loài này phân bố ở vùng nhiệt đới châu Phi.